# کاواباتا ۶۸۳۲
سیارک ۶۸۳۲ (به انگلیسی: 6832 Kawabata، نامگذاری:1992FP) شش هزار و هشتصد و سی و دومین سیارک کشف شده‌است که در ۲۳ مارس ۱۹۹۲ کشف شد.
قدر مطلق سیارک برابر ۱۲٫۶۰ است.